# Kettenbrückengasse metróállomás
Kettenbrückengasse egy metróállomás Bécsben a bécsi metró U4-es vonalán.

## Szomszédos állomások
A metróállomáshoz az alábbi állomások vannak a legközelebb:
- Karlsplatz
- Pilgramgasse

## Átszállási kapcsolatok
| U4 (Heiligenstadt ↔ Hütteldorf) |                        |                         |
| Állomás                         | Átszállási kapcsolatok | Fontosabb létesítmények |
| Kettenbrückengasse              |                        |                         |